# Bengt Bosson (Natt och Dag)
Bengt Bosson (Natt och Dag) var en svensk häradshövding

## Biografi
Bengt Bosson (Natt och Dag) var son till riddaren, riksrådet och lagmannen Bo Nilsson (Natt och Dag) i Östergötlands lagsaga och Cecilia Knutsdotter (Aspenäsätten). Han nämns första gången 1336 och var 1357 häradshövding i Skärkinds härad.